# Abasgos

Reino de Lázica

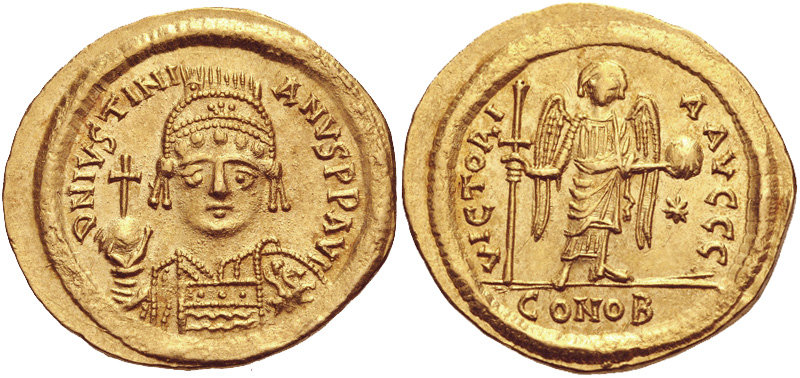
Soldo de Justiniano r.

Abasgos (em georgiano: აბაზგები; romaniz.: Abazgebi; em grego: Αβασγοί; romaniz.: Abasgoí; em latim: Abasgi) foram uma das antigas tribos que habitaram o oeste da Geórgia, no auto-proclamado Estado da Abecásia. A etnicidade dos abasgos é ainda motivo de disputa entre os estudiosos, com as historiadores dividindo-se entre uma origem abecaz e uma origem georgiana. Os abasgos são mencionados pela primeira vez nas obras dos autores latinos Plínio, o Velho e Estrabão. Segundo Arriano, o Reino de Abásgia, o país desta tribo, era cliente do Império Romano no século II e os romanos nomearam seus reis.
Pelo século IV, os abasgos enfrentaram a pressão dos apsílios no sul e foram obrigados a migrar para norte e estabelecer seu reino em torno da cidade de Sebastópolis (moderna Sucumi). No século VI historiador bizantino Procópio de Cesareia descreveu os abasgos como um povo guerreiro e pagão que cultuava três divindades e que forneceu muitos eunucos à corte imperial de Constantinopla. Ele também afirmou que Abásgia tornar-se-ia vassala do Reino de Lázica, um Estado cliente do Império Bizantino sob o imperador Justiniano (r. 527–565), e os reis lazes passaram a nomear seus soberanos.
Em data desconhecida durante o século VI, por intermédio dos missionários bizantinos, Abásgia foi cristianizada. Pela mesma época, os abasgos apoiaram os lazes em suas guerras contra o Império Bizantino e o Império Sassânida pela hegemonia no país (cf. Guerra Lázica). Em 550, aderiram à revolta generalizada deflagada no Cáucaso contra a autoridade bizantina, e nomearam Opsites e Esceparnas como seus reis em detrimento do imperador Justiniano. Os abasgos seriam derrotados, contudo, pelos generais João Guzes e Uligago, que foram enviados pelo comandante supremo Bessas. No confronto, a fortaleza rebelde Traqueia foi tomada e arrasada.
Em 572/573, com a eclosão duma revolta armênia liderada por Vardanes III Mamicônio e apoiada pelo imperador Justino II (r. 565–578) contra o Império Sassânida do xá Cosroes I (r. 531–579), abasgos, lazes e alanos enviaram tropas para auxiliar os armênios. No início do século VII, o Império Bizantino separou Abásgia e Lázica e estabeleceu controle direto sobre a primeira. Essa província recém-fundada englobava territórios dos apsílios, sanigues e misimianos e seu nome foi empregado para referir-se à moderna Abecásia, bem como a Geórgia Ocidental em geral.